# Jethro A. Hatch

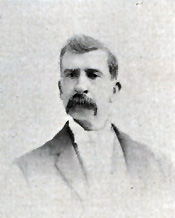
Jethro A. Hatch

Jethro Ayers Hatch (* 18. Juni 1837 in Pitcher, Chenango County, New York; † 3. August 1912 in Victoria, Texas) war ein US-amerikanischer Politiker. Zwischen 1895 und 1897 vertrat er den Bundesstaat Indiana im US-Repräsentantenhaus.

## Werdegang
Im Jahr 1847 kam Jethro Hatch nach Sugar Grove in Illinois, wo er die öffentlichen Schulen besuchte. Nach einem anschließenden Medizinstudium am Rush Medical College in Chicago und seiner im Jahr 1860 erfolgten Zulassung als Arzt begann er in Kentland (Indiana) in diesem Beruf zu arbeiten. Während des Bürgerkrieges diente er als Arzt im Heer der Union. Nach dem Krieg wurde er Mitglied und später Präsident des Rentenbewillungsausschusses von Indiana. Diese Funktion übte er bis 1907, also auch während seiner Zeit als Kongressabgeordneter, aus.
Politisch war Hatch Mitglied der Republikanischen Partei. In den Jahren 1872 und 1873 saß er als Abgeordneter im Repräsentantenhaus von Indiana. Bei den Kongresswahlen des Jahres 1894 wurde er im zehnten Wahlbezirk von Indiana in das US-Repräsentantenhaus in Washington, D.C. gewählt, wo er am 4. März 1895 die Nachfolge von Thomas Hammond antrat. Da er im Jahr 1896 auf eine erneute Kandidatur verzichtete, konnte er bis zum 3. März 1897 nur eine Legislaturperiode im Kongress absolvieren.
Nach seinem Ausscheiden aus dem US-Repräsentantenhaus praktizierte Jethro Hatch als Arzt in Kentland. Er war auch im Vorstand der Nervenklinik von Logansport. Bis 1907 arbeitete Hatch auch als Arzt für verschiedene Eisenbahngesellschaften. Im Jahr 1907 zog er nach Victoria im Staat Texas, wo er in der Immobilienbranche tätig wurde. Dort ist er am 3. August 1912 verstorben. Mit seiner Frau Sarah hatte er zwei Kinder.